# Rue Rataud
Pour les articles homonymes, voir Rataud.
La rue Rataud est une voie située dans le quartier du Val-de-Grâce dans le 5e arrondissement de Paris.

## Situation et accès
La rue Rataud relie la rue Claude-Bernard à la rue Lhomond.

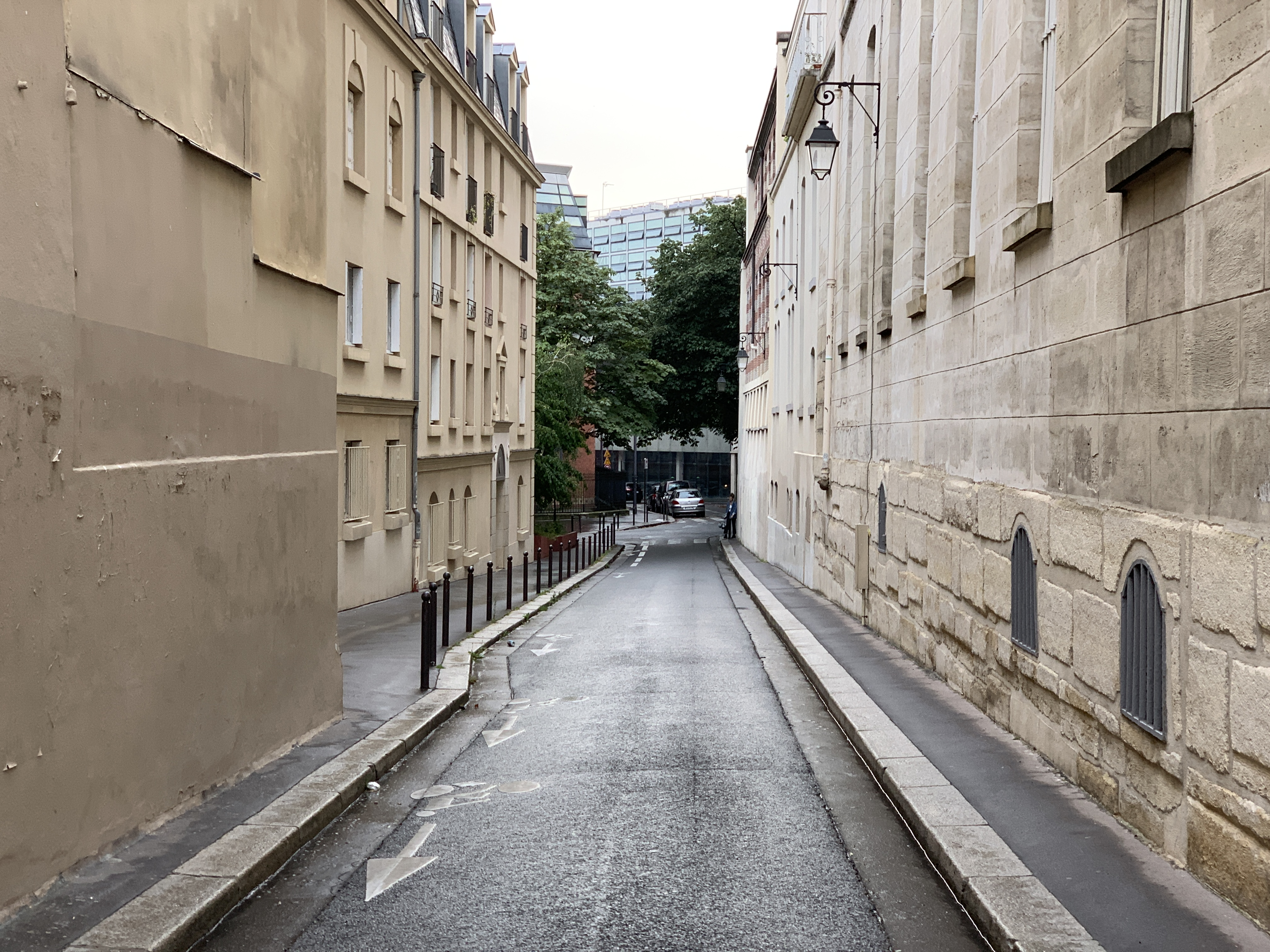
La rue vers la place Hubert-Curien.
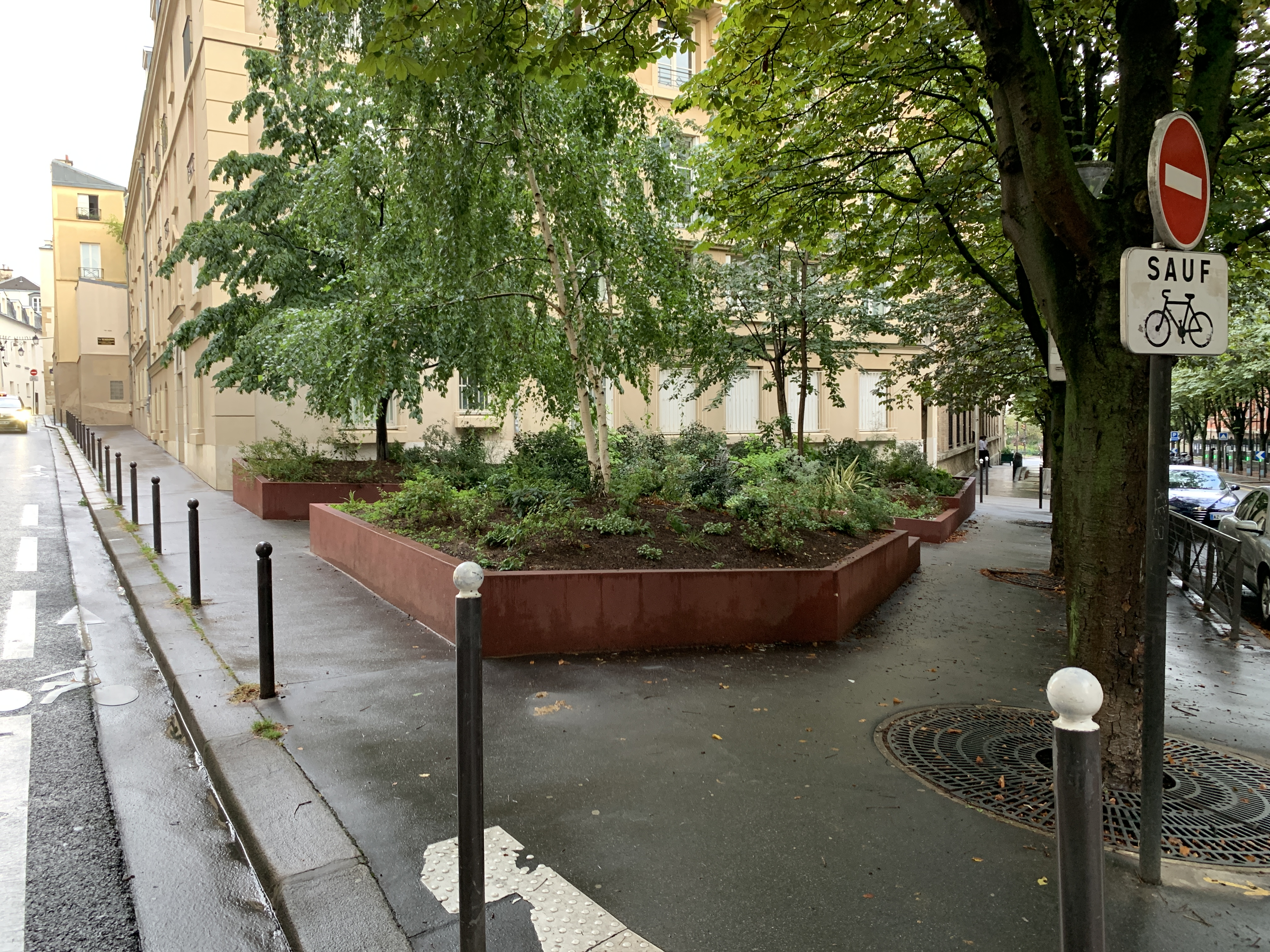
Le long de la place Hubert-Curien.
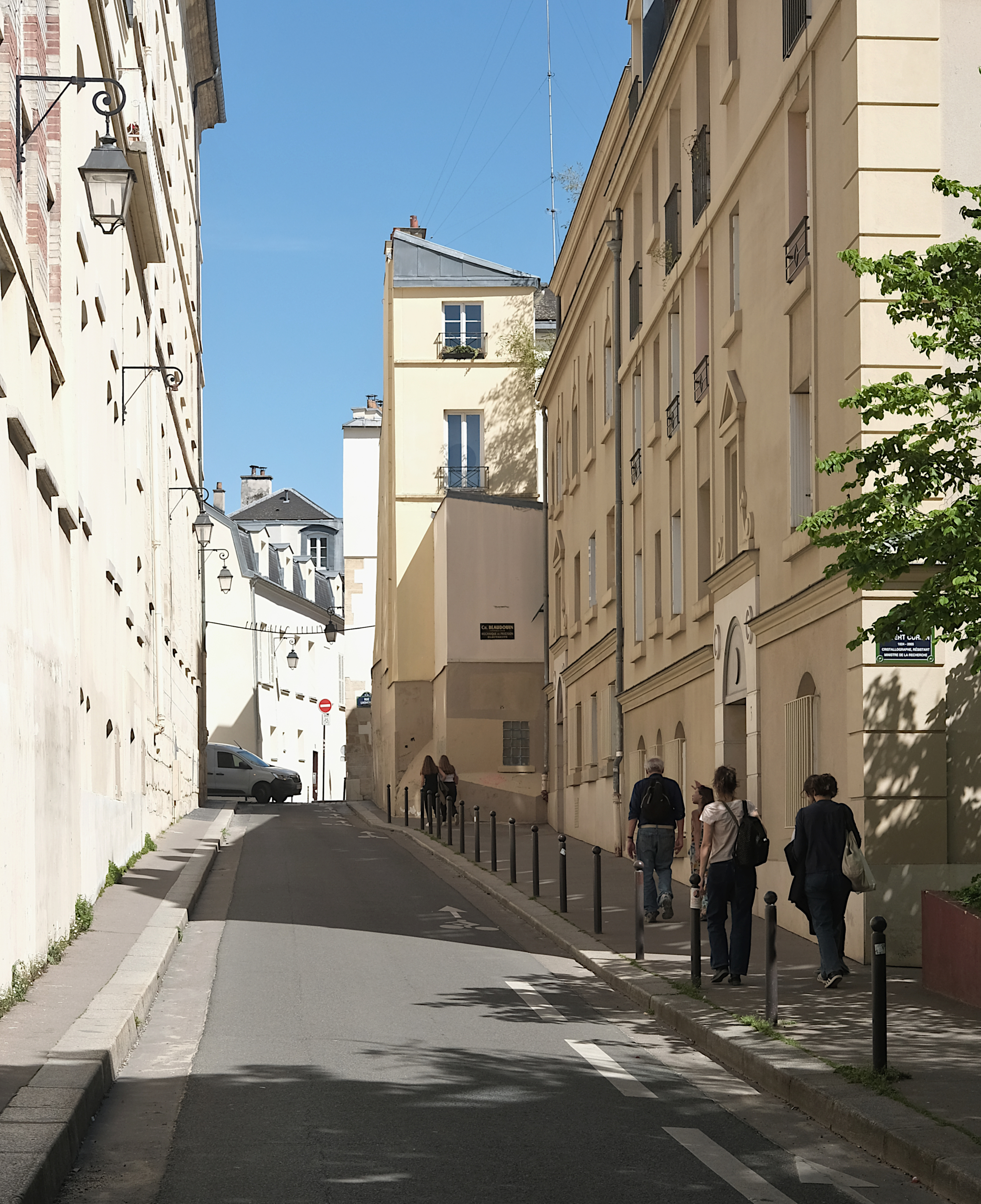
Rue Rataud vue depuis la rue Pierre-Brossolette en direction de la rue Lhomond.

## Origine du nom
Elle porte, depuis 1877, le nom de Marc Aurèle Rataud, maire du 5e arrondissement de 1860 à 1870. Né le 12 mars 1799 à Paris et décédé le 8 mars 1876 dans le 5e arrondissement. Marc Aurèle Rataud est le fils de Jean Rateau (1752-1831), secrétaire sous l'Ancien Régime de Michel Bouvard de Fourqueux, alors conseiller d'État. Il devient par ailleurs le gendre de Jean-Louis Trémery (1773-1851), futur inspecteur général des mines, nommé en 1812 adjoint de l'homme de sciences Louis-Etienne Héricart de Thury. Marc Aurèle Rataud est initialement employé dans l'administration des douanes, puis dans les finances, avant de devenir maire sous le Second Empire.

## Historique

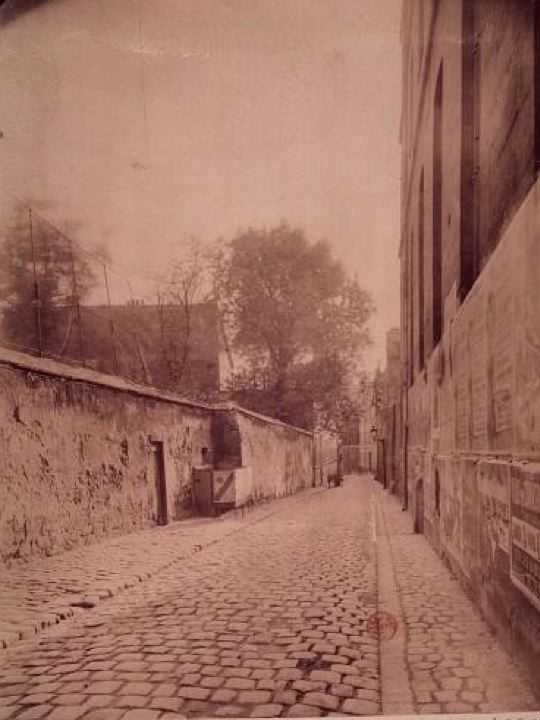
La rue en 1899 (photo d'Eugène Atget).

Cette impasse, ouverte avant le XVIe siècle sur un clos de vignes, a porté de nombreux noms successifs : « cul-de-sac des Vignes », « rue Saint-Étienne » (à partir de 1603), « rue Neuve Saint-Étienne », « rue du Clos des Poteries », « rue des Vignes ».
Au début du XVIIe siècle, la rue accueille un cimetière de pestiférés et reçoit la qualification de coupe-gorge. En 1695, les Dames de la Providence obtiennent la concession du lieu pour 99 ans, érigent des bâtiments et exploitent les terrains. En 1700, une maison des Orphelines du Saint-Enfant-Jésus et de la Mère de Pureté est ouverte dans une autre partie de la rue pour accueillir les orphelines.
En 1754, cette maison est occupée par les Filles de la communauté de Saint Thomas de Villeneuve puis par les Sœurs de Saint Vincent de Paul tout au long du XIXe siècle.
En 1862, elle est prolongée vers la rue Claude-Bernard sur une centaine de mètres par la Société du quartier Rollin. Le 1er février 1877, elle prend le nom de « rue Rataud ». Elle est progressivement restructurée à partir du début des années 1900 pour accueillir les locaux de différentes grandes écoles du Quartier latin (ENS et ESPCI).

## Bâtiments remarquables et lieux de mémoire
- La rue longe l'arrière des locaux de l'École normale supérieure et de l'École supérieure de physique et de chimie industrielles de la ville de Paris.
- no 5 : le graveur-éditeur Jean-Paul Dubray y est mort en 1940 ; y vécut également le collaborateur Robert Brasillach — également avec son beau-frère Maurice Bardèche — de la fin des années 1930 à son arrestation en septembre 1944[7].